# Мюррей Роуз
Мюррей Роуз, AM (англ. Iain Murray Rose, 6 січня 1939 року, Нерн, Шотландія — 15 квітня 2012) — видатний австралійський плавець, чотириразовий олімпійський чемпіон, уроженець Шотландії, переїхав до Австралії дитиною разом із сім'єю. Став триразовим олімпійським чемпіоном у віці 17 років.

## Біографія
На перших для себе Олімпійських іграх 1956 року в Мельбурні, Мюррей Роуз виграв запливи на 400 та 1500 метрів вільним стилем, а також став переможцем в естафетній гонці 4 х 200 метрів, таким чином, він став наймолодшим трикратним Олімпійським чемпіоном, на момент завоювання третьої золотої нагороди йому було повних 17 років. Успіх практично відразу зробив його національним героєм Австралії. На ігри 1960 року він знову був відібраний у збірну Австралії, і в запливі на 400 метрів виграв четверту для себе золоту нагороду, також на цих іграх йому вдалося виграти срібну нагороду в запливі на 1500 метрів і бронзову в складі естафетної команди. Загалом за спортивну кар'єру Мюррей Роуз 15 разів встановлював рекорди світу. Займався доброчинністю.
Відомий також своїм строгим вегетаріанством.